# Provincia di Ra
Ra è una provincia delle isole Figi, nella Divisione Occidentale, nella parte settentrionale dell'isola di Viti Levu, la maggiore dell'arcipelago.
Il territorio è governato da un Consiglio provinciale, attualmente presieduto da Meli Bolobolo.
La città principale è Vaileka, con una popolazione di 3.361, al censimento del 1996.
Il dialetto della Provincia di Ra si distingue dalla lingua madre per la pronuncia della consonante /t/, diffusissima nel lessico figiano, pronunciata come uno stop glottale.

## Distretti
- Nalawa
- Nakorotubu
- Rakiraki
- Saivou

| Controllo di autorità | ISNI (EN) 0000 0004 0564 1835 |